# Дешеві місця (фільм)
Дешеві місця (англ. Bleacher Bums) — американський комедійний фільм 2001 року, ремейк фільму «Дешеві місця» 1979 року Стюарта Гордона.

## Сюжет
Команда спортивних фанатів спостерігають за грою і в дощ, і в сніг, і в спеку. Більшість з них збираються тут вже багато років, щоб подивитися на команду, яка жодного разу не вигравала. Вони знають один одного, але це не означає, що вони добре уживаються один з одним. Пиво тече рікою, хот-доги поглинаються в мить ока, а дружні парі набувають все більшої значимості.

## У ролях
- Сарен Бойлен — Мелоді Кінг
- Метт Кревен — Грег
- Бред Геррет — Марвін
- Джефф Геддіс — Джо
- Вейн Найт — Зіг
- Стівен Маркл — Руперт
- Пітер Рігерт — Декер
- Хел Спаркс — Річі
- Мері Волш — Роуз
- Морі Чайкін — обліковець очок Біллі
- Чарльз Дернінг — обліковець очок Віктор